# 今村高之助
今村 高之助（いまむら たかのすけ、生没年不詳）は、日本の篤農家、政治家。埼玉県北埼玉郡南河原村長。埼玉県北埼玉郡会議員。

## 経歴
埼玉県北埼玉郡南河原村（現・行田市）出身。1907年9月に北埼玉郡会議員に当選、1911年9月に退職。1908年3月に南河原村長に就任、1910年9月に退職。

## 人物
住所は埼玉県北埼玉郡南河原村。